# Клей (Алабама)
Клей (англ. Clay) — місто (англ. city) в США, в окрузі Джефферсон штату Алабама. Населення — 10 291 особа (2020).

## Географія
Клей (англ. Clay — глина), названий на честь типу ґрунту, який виявили в цій області, розташований в гірській місцевості на північному сході округу Джефферсон і межує з містами Арго, Трассвілл, Пінсон і Сентр-Поінт. Клей розташований за координатами 33°41′51″ пн. ш. 86°36′28″ зх. д. / 33.69750° пн. ш. 86.60778° зх. д. (33.697634, -86.607679).  За даними Бюро перепису населення США в 2010 році місто мало площу 25,89 км², з яких 25,73 км² — суходіл та 0,16 км² — водойми.

## Демографія
Згідно з переписом 2010 року, у місті мешкало 9708 осіб у 3574 домогосподарствах у складі 2780 родин. Густота населення становила 375 осіб/км².  Було 3799 помешкань (147/км²).
Расовий склад населення:
| - 84,1 % — білих - 13,3 % — чорних або афроамериканців - 0,6 % — азіатів - 0,3 % — корінних американців |

До двох чи більше рас належало 1,1 %. Частка іспаномовних становила 1,3 % від усіх жителів.
За віковим діапазоном населення розподілялося таким чином: 23,9 % — особи молодші 18 років, 65,0 % — особи у віці 18—64 років, 11,1 % — особи у віці 65 років та старші. Медіана віку мешканця становила 40,1 року. На 100 осіб жіночої статі у місті припадало 94,3 чоловіків;  на 100 жінок у віці від 18 років та старших — 90,1 чоловіків також старших 18 років.
Середній дохід на одне домашнє господарство  становив 77 995 доларів США (медіана — 68 717), а середній дохід на одну сім'ю — 95 922 долари (медіана — 88 360). Медіана доходів становила 53 201 долар для чоловіків та 37 930 доларів для жінок. За межею бідності перебувало 6,6 % осіб, у тому числі 8,1 % дітей у віці до 18 років та 13,1 % осіб у віці 65 років та старших.
Цивільне працевлаштоване населення становило 5282 особи. Основні галузі зайнятості: освіта, охорона здоров'я та соціальна допомога — 23,2 %, роздрібна торгівля — 13,0 %, виробництво — 9,8 %, мистецтво, розваги та відпочинок — 8,3 %.